# Melchior van Bon

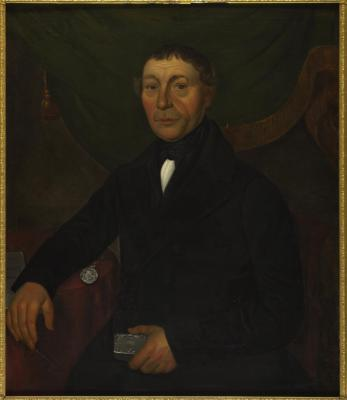
Melchior van Bon, 1854, door Lambertus van den Wildenbergh

Melchior van Bon (Vierlingsbeek, 3 november 1783 - Eindhoven, 13 maart 1862) was een Nederlands burgemeester van de gemeentes Vierlingsbeek en Eindhoven. 
Van Bon werd in Vierlingsbeek geboren als zoon van de landbouwer Antonius van Bon en Johanna Heijligers. Van 1811 tot 1813 was hij aldaar burgemeester. Hij was in Eindhoven allereerst raadslid in 1824, vervolgens wethouder in 1826 en daarna burgemeester van 1847 tot 1853. Hij trouwde op 22 november 1815 in Eindhoven met Anna Maria Pessers, dochter van Adrianus Pessers en Wilhelmina Smits. Zijn tweede huwelijk was op 21 februari 1840 te Eindhoven met Henrica Theresia van Dijck, dochter van Godefridus van Dijck en Cornelia Johanna van Heck.